# بيدروسا دي برينسيبي
بلدية بيدروسا دي برينسيبي (بالإسبانية: Pedrosa del Príncipe)‏, هي إحدى بلديات مقاطعة برغش, التي تقع في منطقة قشتالة وليون, والتي تقع في شمال غرب إسبانيا.
يبلغ عدد سكانها 243 نسمة وفقاً لإحصائية سنة (2002).